# Danyang
Danyang (Danyang-gun, âm Hán Việt: Đan Dương quận) là một huyện của tỉnh Chungcheong Bắc, Hàn Quốc. Huyện này có diện tích 781,07 km², dân số năm 2001 là 37.320 người. Địa hình có 83,7% là đồi núi, chỉ có 11,2% đất canh tác được.